# Веруа По
Веру̀а По̀ (на италиански: Verrua Po, на местен диалект: Vrüa, Врюа) е село и община в Северна Италия, провинция Павия, регион Ломбардия. Разположено е на 64 m надморска височина. Населението на общината е 1293 души (към 2010 г.).